# Éguelshardt
Éguelshardt är en kommun i departementet Moselle i regionen Grand Est (tidigare regionen Lorraine) i nordöstra Frankrike. Kommunen ligger i kantonen Bitche som tillhör arrondissementet Sarreguemines. År 2022 hade Éguelshardt 443 invånare.

## Befolkningsutveckling
Antalet invånare i kommunen Éguelshardt
| Referens: INSEE |